# Jack Taylor (Schauspieler)

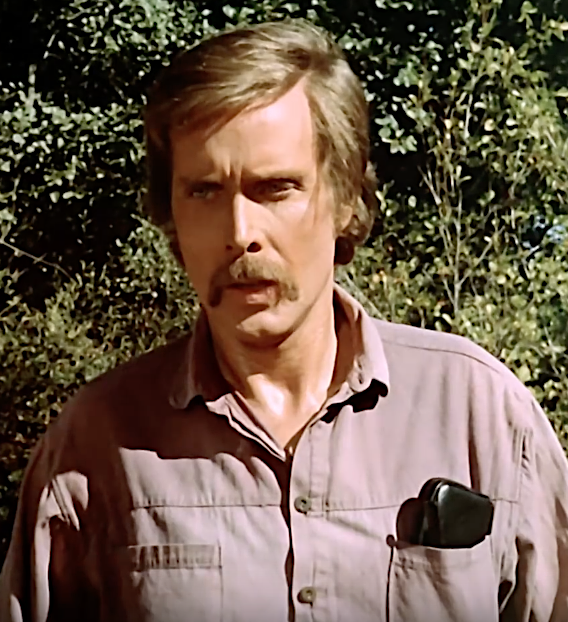
Jack Taylor, 1974

Jack Taylor (eigentlich George Brown Randall; * 21. Oktober 1936 in Oregon City, Oregon) ist ein US-amerikanischer Schauspieler, Drehbuchautor und Bühnenbildner.

## Leben
Jack Taylor begann seine Karriere in Mexiko, wo er als Darsteller wirkte. Seine erste Rolle erhielt er für den Film Pasaporte al infierno aus dem Jahr 1956, er wurde im Abspann jedoch nicht erwähnt. In zahlreichen anderen mexikanischen Produktionen wurde er Grek Martin im Abspann genannt, so auch in La maldición de Nostradamus aus dem Jahre 1960.
Etwa zehn Jahre nachdem er seine schauspielerische Tätigkeit begonnen hatte, erhielt er auch vermehrt Aufträge aus seinem Heimatland, den Vereinigten Staaten. Er wirkte von dort an immer wieder in bekannten Filmen mit, wie in Reise zum Mittelpunkt der Erde. Schon 1963 spielte er in Cleopatra mit, blieb jedoch im Abspann unerwähnt. 1970 betätigte sich Taylor dann auch als Bühnenbildner für die beiden Filme, Der Hexentöter von Blackmoor und Nachts, wenn Dracula erwacht. In beiden Filmen wurde er als George O’Brown aufgeführt.
1982 übernahm Taylor die Rolle eines Priesters für den Film Conan der Barbar. In 1492 – Die Eroberung des Paradieses, der die Entdeckungsfahrt des Christoph Kolumbus als Thema trägt, erhielt Taylor die Rolle des Vicuna. Einige Jahre später war er in dem Projekt Die neun Pforten von Roman Polański zu sehen, er erhielt die Nebenrolle des Viktor Fargas, eines alten Buchliebhabers.
In jüngerer Zeit wirkte Taylor noch in Goyas Geister mit. Für A2Z von Daryush Shokof schrieb Taylor erstmals in seiner Karriere auch mit am Drehbuch.

## Filmografie (Auswahl)
- 1956: Pasaporte al infierno
- 1958: Der Rächer schläft nicht (El último rebelde)
- 1959: Yo pecador
- 1961: La maldición de Nostradamus
- 1962: Los autónomas de la muerte
- 1962: Los guerrilleros
- 1963: Cleopatra
- 1964: Becket
- 1964: Fuera de la ley
- 1964: La tumba del pistolero
- 1965: Lederstrumpf – Der letzte Mohikaner (Uncas, el fin de una raza)
- 1966: Agente Sigma 3 missione Goldwather
- 1967: Joe Navidad
- 1967: Necronomicon – Geträumte Sünden
- 1967: Ein Tag zum Kämpfen (Custer of the West)
- 1968: Due occhi per uccidere
- 1969: Die Jungfrau und die Peitsche / Wildkatzen (De Sade 70)
- 1970: Die nackten Augen der Nacht (Les Cauchemars naissent la nuit)
- 1970: Nachts, wenn Dracula erwacht (El conde Dracula)
- 1972: Die Nacht der blutigen Wölfe (Dr. Jekyll y el hombre lobo)
- 1972: Dr. M schlägt zu
- 1972: La orgia nocturna de los vampiros
- 1973: Autopsy (Autopsía)
- 1973: Don Yllán, el mágico de Toledo
- 1973: Perverse Emmanuelle (Tendre et perverse Emmanuelle)
- 1974: Das Schiff der gefangenen Frauen (La maison des filles perdues)
- 1974: Das Geisterschiff der schwimmenden Leichen (El buque maldito)
- 1974: Woodoo – Inferno des Grauens (La noche de los brujos)
- 1975: Entfesselte Begierde (La Comtesse noire)
- 1977: Phantastische Reise zum Mittelpunkt der Erde (Viaje al centro de la tierra)
- 1977: Die teuflischen Schwestern
- 1977: Der Ruf der blonden Göttin
- 1978: Orgie des Todes (Enigma rosso)
- 1979: La profezia
- 1982: El cepo
- 1982: Conan der Barbar (Conan the Barbarian)
- 1982: Pieces – Stunden des Wahnsinns (Mil gritos tiene la noche)
- 1983: Gullivers Reisen (Los viajes de Gulliver) (Stimme)
- 1984: Kommando Panther (The Panther Squad)
- 1985: Angel of Death (Commando Mengele)
- 1985: La hoy y el Martínez
- 1985: Crystal Heart
- 1985: Hydra – Die Ausgeburt der Hölle (Serpiente de mar)
- 1987: Ruhe in Frieden (Descanse in piezas)
- 1987: Police (Policía)
- 1988: Axolution – Tödliche Begegnung (Al filo del hacha)
- 1988: Blaues Blut (Fernsehserie, Folge ´Sein letzter Coup`)
- 1988: Kampf auf der Todesinsel (Iguana)
- 1989: Al Andalus
- 1989: Die Rückkehr der Musketiere (The Return of the Musketeers)
- 1992: La vida láctea
- 1992: 1492 – Die Eroberung des Paradieses (1492: Conquest of Paradise)
- 1995: Trinity und Babyface (Trinità & Bambino… e adesso tocca di noi)
- 1999: Die neun Pforten (The Ninth Gate)
- 1999: Presence of Mind (Fernsehfilm)
- 2001: 102
- 2001: Loin
- 2002: El refugio del mal
- 2004: The Birthday
- 2005: El último deseo
- 2006: A2Z
- 2006: Goyas Geister (Goya’s Ghosts)
- 2008: Óscar. Una pasión surrealista
- 2009: Vigilancia
- 2010: Agnosia
- 2011: La victoria de Úrsula
- 2013: Grand Piano – Symphonie der Angst (Grand Piano)
- 2013: Nico – Meister des Spiels (Fill de Caín)
- 2014: Wax
- 2017: Drácula Barcelona (Dokumentarfilm)
- 2022: Valley of Concavenator
- 2023: Print The Legend (Kurzfilm)